# Elezioni legislative nei Paesi Bassi del 1933
Le elezioni legislative nei Paesi Bassi del 1933 si tennero il 26 aprile per il rinnovo della Tweede Kamer.

## Risultati
| Liste                                                                   | Voti      | %     | Seggi |
| ----------------------------------------------------------------------- | --------- | ----- | ----- |
| Partito Romano-Cattolico di Stato                                       | 1 037 343 | 27,87 | 28    |
| Partito Socialdemocratico dei Lavoratori                                | 798 632   | 21,46 | 22    |
| Partito Anti-Rivoluzionario                                             | 499 890   | 13,43 | 14    |
| Unione Cristiana-Storica                                                | 339 808   | 9,13  | 10    |
| Partito Liberale di Stato                                               | 258 732   | 6,95  | 7     |
| Lega Libero-Democratica                                                 | 188 950   | 5,08  | 6     |
| Partito Comunista dei Paesi Bassi                                       | 118 236   | 3,18  | 4     |
| Partito Politico Riformato                                              | 93 273    | 2,51  | 3     |
| Partito Socialista Rivoluzionario                                       | 48 405    | 1,30  | 1     |
| Partito Nazionale dei Contadini, degli Orticoltori e della Classe Media | 47 653    | 1,28  | 1     |
| Partito Popolare Romano-Cattolico                                       | 40 894    | 1,10  | 1     |
| Unione Cristiano-Democratica                                            | 38 459    | 1,03  | 1     |
| Partito Riformato di Stato                                              | 33 988    | 0,91  | 1     |
| Alleanza per la Ricostruzione Nazionale                                 | 30 329    | 0,81  | 1     |
| Partito Socialista Indipendente                                         | 27 476    | 0,74  | –     |
| Lega Democratica Cattolica                                              | 20 427    | 0,55  | –     |
| Lega Generale Fascista Olandese                                         | 17 157    | 0,46  | –     |
| Unione Democratica Generale                                             | 14 567    | 0,39  | –     |
| Alleanza Nazionale Dovere, Ordine, Diritto                              | 11 162    | 0,30  | –     |
| Altri <10.000 voti                                                      | 56 419    | 1,52  | –     |
| Totale                                                                  | 3 721 800 | 100   | 100   |